# Odense Congress Center
 Der er for få eller ingen kildehenvisninger i denne artikel, hvilket er et problem. Du kan hjælpe ved at angive troværdige kilder til de påstande, som fremføres i artiklen.

Odense Congress Center (OCC) er et kongres- og messecenter beliggende i den sydøstlige udkant af Odense.

## Historie
Centeret har sin oprindelse i Fyns Forum, som oprindeligt lå i Odense bymidte og blev lukket i 1978. Den første hal ved det nuværende anlæg blev taget i brug i 1982, og i 1986 kom yderligere en hal til. Hotellet blev opført i 1989, og i 1992 blev hallerne og hotellet samlet under navnet Odense Congress Center.
I 2006 blev OCC en del af Odense Sport & Event, og i 2007 blev multiarenaen Arena Fyn en del af komplekset.
OCC råder over flere messehaller, store sale og fleksible mødelokaler, der kan rumme alt fra mindre møder til store kongresser og fester. Arenaen kan anvendes til koncerter, sportsbegivenheder og større erhvervsarrangementer.
Til centeret hører også Best Western Plus Hotel Odense, som ligger i direkte forbindelse med messehaller og mødelokaler.